# 싸구려 가십
《산몬 가십》(三文ゴシップ, 싸구려 가십, 서푼 가십) 은 2년 4개월만에 발매되는 시이나 링고의 앨범으로서, 정규 앨범으로서는 약 6년 만에 발매되는 신작이다. 14곡의 수록곡 중 〈カリソメ乙女 (DEATH JAZZ ver.)〉와 〈丸の内サディスティック (EXPO ver.)〉를 제외한 12곡은 전부 시이나 링고가 작사, 작곡했으며, 공개된 적 없는 신곡들로 구성되어 있다.

## 트랙 리스트
1. 류코 流行 (정식 영어 명칭 : vogue)
  - 작사: 시이나 링고 & Mummy-D, 작곡: 시이나 링고, 편곡: 히즈미 마사유키
2. 로도샤 労働者 (정식 영어 명칭: blue collar)
  - 작사: 시이나 링고, 작곡: 시이나 링고, 편곡: 이케다 타카후미
3. 밋테이모노가타리 密偵物語 (정식 영어 명칭: clandestine)
  - 작사: Robbie Clark, 작곡: 시이나 링고, 편곡: 핫토리 타카유키
4. 마루지텐카라 ○地点から (정식 영어 명칭: original intention)
  - 작사: 시이나 링고, 작곡: 시이나 링고, 편곡: 나카야마 노부히코
5. 카리소메오토메 カリソメ乙女 (DEATH JAZZ ver.) (정식 영어 명칭: temporary virgin)
  - 작사: 시이나 링고, 작곡: 시이나 링고, 편곡: Soil & "Pimp" Sessions
6. 츠고노이이카라다 都合の好い身体 (정식 영어 명칭: the leading hitter)
  - 작사: 시이나 링고, 작곡: 시이나 링고, 편곡: 사이토 네코
7. 순 旬 (정식 영어 명칭: season)
  - 작사: 시이나 링고, 작곡: 시이나 링고, 편곡: J.A.M (from Soil & "Pimp" Sessions)
8. 후타리봇치 지칸 二人ぼっち時間 (정식 영어 명칭: just the two of us)
  - 작사: 시이나 링고, 작곡: 시이나 링고, 편곡: 사이토 네코
9. 마야카시 야사오토코 マヤカシ優男 (정식 영어 명칭: fake fellow)
  - 작사: 시이나 링고, 작곡: 시이나 링고, 편곡: Soil & "Pimp" Sessions
10. 토갓타테구치 尖った手口 (정식 영어 명칭: sharp practice)
  - 작사: 시이나 링고 & Mummy D, 작곡: 시이나 링고, 편곡: 나카야마 노부히코
11. 이로코이자타 色恋沙汰 (정식 영어 명칭: excitement)
  - 작사: 시이나 링고, 작곡: 시이나 링고, 편곡: 핫토리 타카유키
12. 본사이하다 凡才肌 (정식 영어 명칭: ordinary ability)
  - 작사: 시이나 링고, 작곡: 시이나 링고, 편곡: 야스히로 코바야시
13. 요쿄 余興 (정식 영어 명칭: alone)
  - 작사: 시이나 링고, 작곡: 시이나 링고, 편곡: 나고시 유키오
14. 마루노우치 새디스틱 丸の内サディスティック (EXPO ver.) (정식 영어 명칭: Marunouchi Sadistic (Expo Ver.))
  - 작사: 시이나 링고, 작곡: 시이나 링고, 편곡: 우키구모

| 오리콘 주간 앨범차트 1위 2009년 7월 6일자 |                         |                            |
| 이전                                      | 시나 링고 《산몬 가십》 | 다음                       |
| GReeeeN 《시오, 고쇼》                    | 시나 링고 《산몬 가십》 | 후쿠야마 마사하루 《잔쿄》 |
|                                           |                         |                            |
|                                           |                         |                            |